# Malcolm Rifkind
Malcolm Leslie Rifkind KCMG (ur. 21 czerwca 1946 w Edynburgu) – brytyjski polityk, członek Partii Konserwatywnej. W latach 1992–1995 minister obrony Wielkiej Brytanii, a w latach 1995–1997 szef dyplomacji tego państwa.

## Życiorys
Urodził się w stolicy Szkocji, w rodzinie o żydowskich korzeniach. Ma rodzinę w Izraelu i do dziś jest znany ze sprzyjających temu państwu poglądów. Wykształcenie odebrał w George Watson’s College oraz na uniwersytecie w Edynburgu. Studiował prawo, a następnie podyplomowo nauki polityczne. Po raz pierwszy, bez powodzenia, kandydował do Izby Gmin w 1970 r. w okręgu Edinburgh Central. Udało mu się dostać do parlamentu za drugim podejściem, w 1974 r., jako reprezentantowi okręgu Edinburgh Pentlands. Po wyborczym zwycięstwie konserwatystów prowadzonych przez Margaret Thatcher w wyborach w 1979, został młodszym ministrem w resorcie ds. Szkocji. Cztery lata później przeniósł się na stanowisko ministra stanu w resorcie spraw zagranicznych.
W 1986 r. po raz pierwszy został pełnoprawnym ministrem, stając na czele resortu Szkocji. Dał się poznać jako umiarkowany polityk, który nie boi się wyrażać swojego zdania nawet, gdy różni się ono od opinii premiera. W 1988 r. jako pierwszy przedstawiciel władz centralnych pojawił się na miejscu katastrofy lotu Pan Am 103.
Po objęciu sterów rządu przez Johna Majora w 1990 r., został ministrem transportu, a w 1992 r. stanął na czele resortu obrony. W 1995 r. został szefem brytyjskiej dyplomacji. Z tego okresu najbardziej pamiętane jest jego wystąpienie na forum Zgromadzenia Ogólnego ONZ z 26 września 1996 r. Postulował wówczas, aby osoby ścigane za terroryzm nie mogły korzystać z ochrony przewidzianej w prawie międzynarodowym uchodźcom. W 1997 r. otrzymał Order św. Michała i św. Jerzego klasy Rycerz Komandor, uprawniający go do dopisywania przed nazwiskiem tytułu Sir. W tym samym roku nie uzyskał jednak reelekcji i znalazł się poza Izbą Gmin.
W 2001 r. próbował odzyskać mandat w swoim dawnym okręgu, ale bez powodzenia. Powrócił do parlamentu dopiero w 2005 r., kiedy to otrzymał możliwość startu w okręgu wyborczym Kensington and Chelsea, będącym bastionem konserwatystów. Był to pewnego rodzaju gest władz partyjnych w jego stronę, oznaczał bowiem gwarancję wyboru. Zaraz potem został ministrem pracy i emerytur w gabinecie cieni. Jesienią tego samego roku wziął udział w wyścigu o przywództwo w partii. Jeszcze przed ostatecznym głosowaniem wycofał się jednak i poparł Kennetha Clarke’a. Po jego porażce i objęciu przywództwa przez Davida Camerona, musiał usunąć się z partyjnej elity.
W 1998 odznaczony Krzyżem Komandorskim z Gwiazdą Orderu Zasługi Rzeczypospolitej Polskiej.

## Publikacje
- Head to Head on the Euro, New Europe, 2000, ISBN 0-9536360-3-8 (współautor)
- Conservative Britain in the 21st century, Centre for Policy Studies, 1996, ISBN 1-897969-53-8.
- Towards 2000, Conservative Political Centre, 1988, ISBN 0-85070-788-9.